# JFreeChart
JFreeChart ist ein Framework für die Programmiersprache Java, mit welchem auf einfache Weise auch komplexe Diagramme erstellt werden können. Die Software unterstützt verschiedene Diagrammtypen, wie Säulendiagramme, Balkendiagramme, Tortendiagramme, Gantt-Diagramme und Histogramme. Auch ein einfacher Export der Grafiken als PNG oder JPEG ist möglich.

## Geschichte
Das JFreeChart-Projekt wurde im Jahre 2000 von David Gilbert gestartet und wird auch von ihm geleitet. Es haben aber auch andere Entwickler kleinere Beiträge geleistet. Das Projekt wird hauptsächlich finanziell von Object Refinery Limited unterstützt, der Firma von David Gilbert, welche Dokumentationen und Consulting rund um JFreeChart an andere Firmen verkauft. Dies bedeutet, dass auf der offiziellen Website lediglich die rohen Javadocs und einige Screenshots aufgelistet sind, und keine einfach zu verwendenden Code-Beispiele, die nur an zahlende Kunden geliefert werden.

## Verwendung
Die Downloadzahlen liegen konstant über 20.000 pro Monat, von SourceForge alleine wurde JFreeChart mehr als 3,5 Millionen Mal heruntergeladen. Die API wird in mehreren Open-Source- und kommerziellen Produkten verwendet; zu den bekannten gehören JBoss und StatCVS auf Open-Source- sowie JIRA Chart Plugin und NetBeans QA auf kommerzieller Basis.